# (29075) 1950 DA
(29075) 1950 DA هو كويكب قريب من الأرض. يشتهر هذا الكويكب بأنَّ لديه احتمالية اصطدام مستقبليّ بالأرض من بين الأجرام القريبة التي يبلغ قطرها نحو كيلومتر واحد. ففي سنة 2002، حظي الكويكب بأعلى درجة خطر على مقياس بالميرو في التاريخ، حيث حاز تقييم 0.17 للاصطدام بالأرض في سنة 2880. في سنة 2013، قُدِّر احتمال اصطدام (29075) 1950 DA بالأرض في عام 2880 (أي بعد ثمانية قرون) بواحد من 4,000 (0.025%)، ممَّا يجعله تقييمه على مقياس بالميرو −0.83 درجة حالياً.

## الاكتشاف
اكتشف الكويكب 1950 DA في 23 فبراير عام 1950، على يد فلكي يعمل في مرصد ليك يدعى كارل ويرتانِن. تم رصده لسبعة عشر يوماً بعد ذلك، لكنَّه فُقِِدَ بعدها مباشرة، لأن فترة رصده القصيرة لم تسمح بتحديد مداره وتتبُّعه بدقَّة. في 31 ديسمبر سنة 2000، أعيد اكتشاف الكويكب وحظي باسم 2000 YK66، لكن سرعان ما أدرك الفلكيون - خلال ساعتين بعد تسجيل الاكتشاف - أنَّه بالواقع الكويكب 1950 DA.

## الرصد

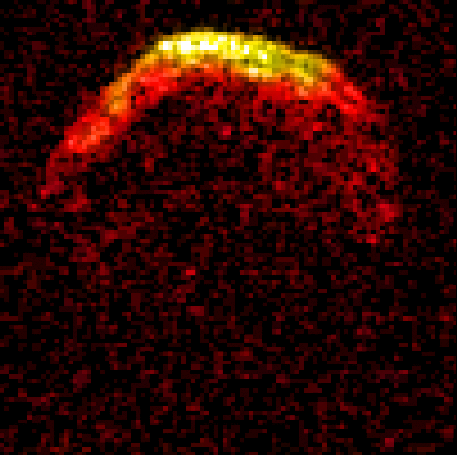
صورة رادار Arecibo لعام 1950 DA في 4 مارس 2001، من مسافة 0.052 AU (22 مسافة قمرية). الدقة الرأسية 15 م والدقة الأفقية 0.125 هرتز (7.9 مم ث ^ -1 بسرعة شعاعية).

في 5 مارس سنة 2001، اقترب كويكب 1950 DA لمسافةٍ قريبة نسبياً من الأرض تعادل 0.0520726 وحدة فلكية (7,789,950 كيلومتر)، واستغلَّت هذه الفرصة لدراسته بطيف أشعة الراديو في عدة مراصد، من أبرزها مرصد غولدستون ومرصد أرسيبو. أظهرت دراسات مختلفة أن وسطيَّ قطر الكويكب يعادل نحو 1.1 إلى 1.4 كم، كما تظهر تحليلات محناه الضوئي البصري أن مدة دورانه الذاتي تعادل حوالي 2.1216 ± 0.0001 ساعة. نتيجة لمدة دوران الكويكب القصيرة وقلَّة بياضه الراديوي، يعتقد أن كويكب 1950 DA كثيفٌ نسبياً، حيث تزيد كثافته عن 3.0 غ/سم³، ومن الرَّاجح أنه مكوَّن من الحديد والنيكل بشكل أساسي.

## اقرأ أيضا
- كويكب 2006 QV89